# Ulopeza cruciferalis
Ulopeza cruciferalis là một loài bướm đêm trong họ Crambidae.